# يوري بويكو
يوري بويكو (بالأوكرانية: Юрій Анатолійович Бойко، بالروسية: Ю́рий Анато́льевич Бо́йко، من مواليد 9 أكتوبر 1958) سياسي أوكراني، شغل منصب نائب رئيس وزراء أوكرانيا بين عامي 2012 و2014، وكذلك وزير الطاقة من عام 2006 إلى عام 2007 ومرة أخرى من عام 2010 إلى عام 2012. ترشح بويكو للرئاسة في انتخابات 2019، وفازت بالعديد من المقاطعات في جنوب شرق البلاد، لكنه جاء في النهاية في المركز الرابع وفقدت التأهل إلى الدور الثاني.
تم تعيينه كبطل لأوكرانيا في عام 2004، ويعتبر أحد المؤيدين الأساسيين لتوثيق العلاقات مع روسيا في السياسة الأوكرانية. كان شخصية بارزة في منصة المعارضة المحظورة الآن - من أجل الحياة ويقود حاليًا خليفتها حزب منهاج الحياة والسلام في البرلمان. على الرغم من مواقفه المؤيدة لروسيا، فقد عارض بشدة الغزو الروسي لأوكرانيا عام 2022، ومنذ ذلك الحين أيد اقتراح أوكرانيا للانضمام إلى الاتحاد الأوروبي كرد فعل. قبل مسيرته السياسية كان خبيرًا في سياسة النفط والغاز.